# Djaili Amadou Amal
Djaili Amadou Amal (Maroua, 1975) è una scrittrice e attivista camerunese.

## Biografia
Djaili Amadou Amal è una fulani, originaria del Diamaré, nella regione dell'estremo nord del Camerun, ed è cresciuta nella città principale della regione, Maroua. Scrive della cultura fulbe ed esplora i problemi sociali contemporanei e tradizionali. Attivista femminista, nelle sue opere affronta il tema della discriminazione delle donne nella società Fulani, dello stupro e della violenza, insieme ad altri problemi sociali del Sahel. Tra i suoi romanzi Walaande (in Fulfulde "unità coniugale") che affronta la questione della poligamia tra i Fulani, e narra  la storia di quattro mogli e de "l'arte di condividere un marito".
A 17 anni viene costretta a un matrimonio forzato con un cinquantenne benestante, da cui riesce a divorziare solo nel 1998, dopo 5 anni di convivenza. Dieci anni dopo abbandona un secondo marito, a causa delle violenze che aveva subito; al momento della rottura lui rapisce le loro due figlie per vendetta. Amadou Amal si trasferisce a Yaoundè con le figlie, riesce a conquistare la propria indipendenza economica trovando un lavoro grazie al conseguimento di un Brevet de Technicien Supérieur (BTS), e vende i suoi gioielli per comprare un computer e una scrivania e realizzare finalmente il suo desiderio di diventare una scrittrice. .
Nel 2012 fonda Femmes du Sahel, un'associazione che promuove l’istruzione delle donne. 
Djaïli Amadou Amal vive a Douala, insieme al suo terzo marito, Hamadou Baba, un ingegnere che ha pubblicato dei libri sotto lo pseudonimo di Badiadji Horrétowdo.
Scrive principalmente in lingua francese.

## Riconoscimenti
Il 2 dicembre 2020 ha vinto il 33º premio letterario francese Prix Goncourt des Lycéens con il libro Les Impatientes, ed è stata la prima scrittrice africana ad arrivare alla finale del concorso letterario. Il libro è stato nominato anche come Choix Goncourt de l'Orient l'8 dicembre 2020, Choix Goncourt UK il 18 marzo 2021 e come Choix Goncourt Tunisia il 3 aprile 2021.
Nel 2021 è stata nominata Ambasciatore di buona volontà dell'UNICEF per sostenere l'organizzazione nella sua difesa dei diritti dei bambini. 
Il 28 novembre 2022, nel corso di una cerimonia tenuta nel Grand Amphithéâtre de la Sorbonne a Parigi, Djaïli Amadou Amal ha ricevuto il Dottorato Honoris Causa dell''Université de Sorbonne Nouvelle, come riconoscimento al contributo delle sue opere alla arti e alla letteratura, in favore della francofonia e dei diritti delle donne.

## Opere
- Walaande, l'art de partager un mari, edizioni Ifrikiya, Yaoundé, 2010, 134 p.,ISBN 9956-473-35-9[12]
- Mistiriijo, la mangeuse d'âmes, edizioni Ifrikiya, Yaoundé, 2013,ISBN 978-9956-473-85-4[13]
- Munyal, les larmes de la pazienza, edizioni Proximité, Yaoundé, 2017ISBN 978-9956-429-54-7
- Les Impatientes, edizioni Emmanuelle Collas, Parigi, 2020, 252p.,ISBN 978-2-490155-25-5 – prix Goncourt des lycéens 2020.[14]
- Cœur du Sahel, Parigi, Emmanuelle Collas, 2022, 364 p